# Adab
Adab fue una ciudad cuyas ruinas se encuentran en el centro de la Baja Mesopotamia, en medio oriente en la frontera entre Akkad y Sumer.
En la zona de Adab-Nippur había abundancia de aldeas en el período de Uruk Antiguo (3500-3200 a. C.), pero en el período siguiente (Uruk Tardío 3200-3000), la zona sufrió cierta despoblación en beneficio de las ciudades del sur. La ciudad debió formarse en el periodo protodinástico I (hacia 2700 a. C.), al sur de Nippur. Su población aunque en un principio era sumeria, el estrato semita fue poco a poco el predominante.
En Adab se han encontrado archivos contemporáneos a los de Umma, durante las luchas entre esta ciudad y Lagash. En el período Acadio se sabe que Adab participó en una sublevación contra el Rimush, rey hijo de Sargon, (2278-2270) comandada por un ensi llamado Meskigala(II), pero fue sofocada.
Adab fue una de las ciudades que más duramente sufrió las devastaciones de los Gutis, sin embargo la presencia en Adab de dos inscripciones del rey acadio Dudu (2190), indicaría que en su reinado Akkad aún dominaba el norte de Sumer.
Gudea conquistó Adab como lo demuestran algunas inscripciones y por lo tanto la ciudad entró en la esfera de dominio de Lagash. Poco a poco Adab fue recuperándose de las destrucciones gutis y en el período de Ur-III volvía a ser ciudad prospera y de cierta importancia, era sede de un ensi algo parecido a una capital de provincia. De este periodo son las inscripciones de Urnammu rey de Ur. Con el desmembramiento del reino pasó a formar parte de los dominios de Isin, reino que a su vez fue destruido por Rimsin de Larsa.